# Orquestra de Solistas do Rio de Janeiro
A Orquestra de Solistas do Rio de Janeiro (OSRJ) é uma  orquestra de câmara brasileira, com base no Rio de Janeiro, e formada por músicos atuantes no cenário camerístico e sinfônico. Foi fundada em setembro de 2005. É regida pelo maestro Rafael de Barros de Castro.
Em seu histórico constam importantes estréias de obras nacionais e internacionais, e também a participação de grandes solistas convidados nas séries de música popular brasileira como: Carlos Malta, Rildo Hora, Guinga e Leila Pinheiro. 